# Jan Mrvík
Jan Mrvík (født 29. marts 1939 i Prag, død 27. maj 2023) var en tjekkoslovakisk roer.

## Idrætskarriere
Mrvík stammede fra en rigtig idrætsfamilie, hvor faderen spillede hockey og moderen håndbold. Han kastede sig imidlerid over roningen og kom i begyndelsen af 1960'erne med i den tjekkoslovakiske otter. Han var blandt andet med ved det første VM i 1962 og en del af båden, da det blev til EM-bronze året efter. Han var også med ved OL 1964 i Tokyo sammen med Jiří Lundák, Petr Čermák, Július Toček, Josef Věntus, Luděk Pojezný, Bohumil Janoušek, Richard Nový og styrmand Miroslav Koníček. Efter at have vundet deres indledende heat kunne de ikke stille noget op med de suveræne amerikanere, der vandt guld, og sølvvinderne fra Tyskland, men de erobrede endnu en OL-bronzemedalje.
Han deltog derefter i VM 1966, hvor tjekkoslovakkerne nåede finalen. Han vandt i alt syv nationale mesterskaber og seks sejre i det traditionsrige løb om Prags borgmesterskjold.

## Videre karriere
I perioden 1967-1976 var Mrvík træner for kvinderne på det tjekkoslovakiske landshold, og derpå var han træner i sin klub, Slavoj Vyšehrad. Han var desuden en periode involveret i roklubben Blesk.

## OL-medaljer
- 1964:  Bronze i otter